# Casearia resinifera
Casearia resinifera är en videväxtart som beskrevs av Richard Spruce och August Wilhelm Eichler. Casearia resinifera ingår i släktet Casearia och familjen videväxter. Inga underarter finns listade i Catalogue of Life.